# ولاية إليريكم الإمبراطورية
ولاية إليريكم الإمبراطورية (باللاتينية: Praefectura Praetorio per Illyricum ؛ باليونانية: ἐπαρχότης/ὑπαρχία [τῶν πραιτωρίων] τοῦ Ἰλλυρικοῦ) هي إحدى الولايات الإمبراطورية التابعة للإمبراطورية الرومانية في فتراتها المتأخرة. تأسست في القرن الرابع، وكان مركزها سرمسكا ميتروويسا (تقع اليوم في صربيا)، ثم سالونيك (اليوم تقع في اليونان). وقد أخذت اسمها من مقاطعة رومانية قديمة تُدعى «إليريكم».

## التقسيم الإداري
كانت هذه الولاية تتبع الإمبراطورية الرومانية الشرقية (البيزنطية)، كما كانت تتكون من أبرشيتين:
- أبرشية مقدونيا: كان مركزها سالونيك.
- أبرشية داسيا: كان مركزها سرديكا.

تجدر الإشارة إلى أن أبرشية بانونيا كانت أيضًا جزءاً من هذه الولاية الإمبراطورية حتى عام 379. وكان مركزها سيرميوم، والتي تقع اليوم في صربيا.